# Alfred Wahl
Pour les articles homonymes, voir Wahl (homonymie).
Alfred Wahl, né le 6 août 1938 à Colmar, est un historien français.
Spécialiste de l'Allemagne contemporaine et de l'histoire du football, il est professeur émérite à l'université de Metz.

## Biographie
Outre ses travaux sur l'Allemagne, ce professeur de l'université de Metz a ouvert l'accès à ses étudiants à des études portant sur le sport et le football en particulier. Il a signé plusieurs appels à la recherche dans ces domaines délaissés par les historiens français. « Le domaine était inexploré alors que beaucoup s'étaient intéressés aux maladies, à la mort aux bas-fonds. Je trouvais cela inadmissible et sidérant ».
Footballeur de bon niveau durant sa jeunesse, Alfred Wahl opte finalement pour une carrière d'historien. Il devient professeur au lycée d'Haguenau. En 1972 il soutient une thèse de 3e cycle sous le titre Les problèmes de l'option des Alsaciens-Lorrains (1871-1872), puis en 1980 une thèse d'État intitulée Confession et comportement dans les campagnes d'Alsace et de Bade : 1871-1939 : catholiques, protestants et juifs : démographie, dynamisme économique et social, vie de relation et attitude politique. D'abord maître de conférences à l'université Robert-Schuman de Strasbourg, il quitte son Alsace natale en 1980 pour devenir professeur à l'Université de Metz jusqu'en 1993 (professeur émérite après cette date) avec deux spécialités : l'Allemagne du XXe siècle et le football.
Il publie plusieurs ouvrages de référence sur le football dont La Balle au pied : Histoire du football chez Gallimard en 1990 qui est traduit en plusieurs langues. Il est sollicité par Sepp Blatter, président de la FIFA, pour faire partie du comité de rédaction d'un ouvrage bilan sur le centenaire de la fédération : FIFA 1904-2004, le siècle du football, au Cherche midi en 2004. Ce comité de rédaction se composait de deux Français, Alfred Wahl et Pierre Lanfranchi, d'un Anglais, Tony Mason, et d'une Allemande, Christiane Eisenberg. La FIFA les laisse libres de leurs écrits, mais Wahl concède toutefois une certaine autocensure : « L'autonomie était totale, même si cela n'a pas empêché une sorte d'autocensure implicite. ».
Membre du Mouvement républicain et citoyen, il conduit en 2004 une liste d'union entre le MRC, le PRG et le PCF aux élections régionales alsaciennes, obtenant 3,74 % des suffrages exprimés.

## Publications (sélection)

### Histoire contemporaine
- L'option et l'émigration des alsaciens-lorrains (1871-1872), Editions Ophrys/Association des Publications près les Universités de Strasbourg, 1974
- Confession et comportement dans les campagnes d'Alsace et de Bade (1871-1939), Éditions COPRUR, 1980, 2 volumes. Thèse de doctorat.
- La Vie quotidienne en Alsace entre France et Allemagne 1850-1950, Hachette, 1994 (avec Jean-Claude Richez)
- Les Forces politiques en Allemagne (XIXe – XXe siècles), Armand Colin (collection U), Paris, 1999
- Cultures et mentalités en Allemagne (1918-1960), Regards sur l'histoire, SEDES
- Les Français et la France (1859-1889) Tome I, Regards sur l'histoire, SEDES
- Les Français et la France (1859-1889) Tome II, Regards sur l'histoire, SEDES
- L'Allemagne de 1918 à 1945, Armand Colin, coll. Cursus Histoire, 2001
- Petites haines ordinaires. Histoire des conflits entre catholiques et protestants en Alsace, 1860-1940, La Nuée Bleue, 2004
- La seconde histoire du nazisme, dans l'Allemagne fédérale depuis 1945, Armand Colin, 2006 (compte-rendu en ligne )
- L'Allemagne de 1945 à nos jours, Armand Colin, coll. Cursus Histoire, 2009
- Une nouvelle histoire de l'Alsace contemporaine, éditions du Belvédère, coll. Le Savoir alsacien, 2015, 154 p. [examen de 4 questions phares trop souvent traitées par des chroniqueurs locaux et partisans plutôt que par des historiens : la « Protestation » (1871-1874), l'option ou l'émigration (1871-1872), l'orientation politique des électeurs (1789-1912), l'école interconfessionnelle (1871-1936)].
- Les autonomistes en Alsace 1871-1939, Éditions du Château, 2019

### Football
- Archives du football. Sport et société en France (1880-1980), Collection Archives, Gallimard-Jeunesse, 1989
- La Balle au pied : Histoire du football, coll. « Découvertes Gallimard / Culture et société » (no 83), Gallimard-Jeunesse, 1990 (notes de lecture en ligne )
- Les footballeurs professionnels des années trente à nos jours, Hachette, 1995 (avec Pierre Lanfranchi)
- Histoire de la Coupe du monde de football : une mondialisation réussie, P.I.E. Peter Lang, 2013
- 1979, le Racing champion de France, Éditions Midi Pyrénéennes, 2022